# Amalia Wilhelmina von Königsmarck
Condessa Amalia "Emilie" Wilhelmina Lewenhaupt (nascida von Königsmarck) (20 de agosto de 1663 - 30 de janeiro de 1740) foi uma nobre sueca de ascendência alemã que se tornou conhecida como pintora, atriz e poetisa diletante.

## Biografia
Amalia Wilhelmina von Königsmarck nasceu em Stade, filha do Conde Kurt Christoph von Königsmarck (1634-1673) e da Condessa Maria Christina von Wrangel-Lindeberg (1638-1691). Ela era irmã de Philip Christoph von Königsmarck, Aurora von Königsmarck e Karl Johann von Königsmarck e sobrinha paterna de Otto Wilhelm von Königsmarck.

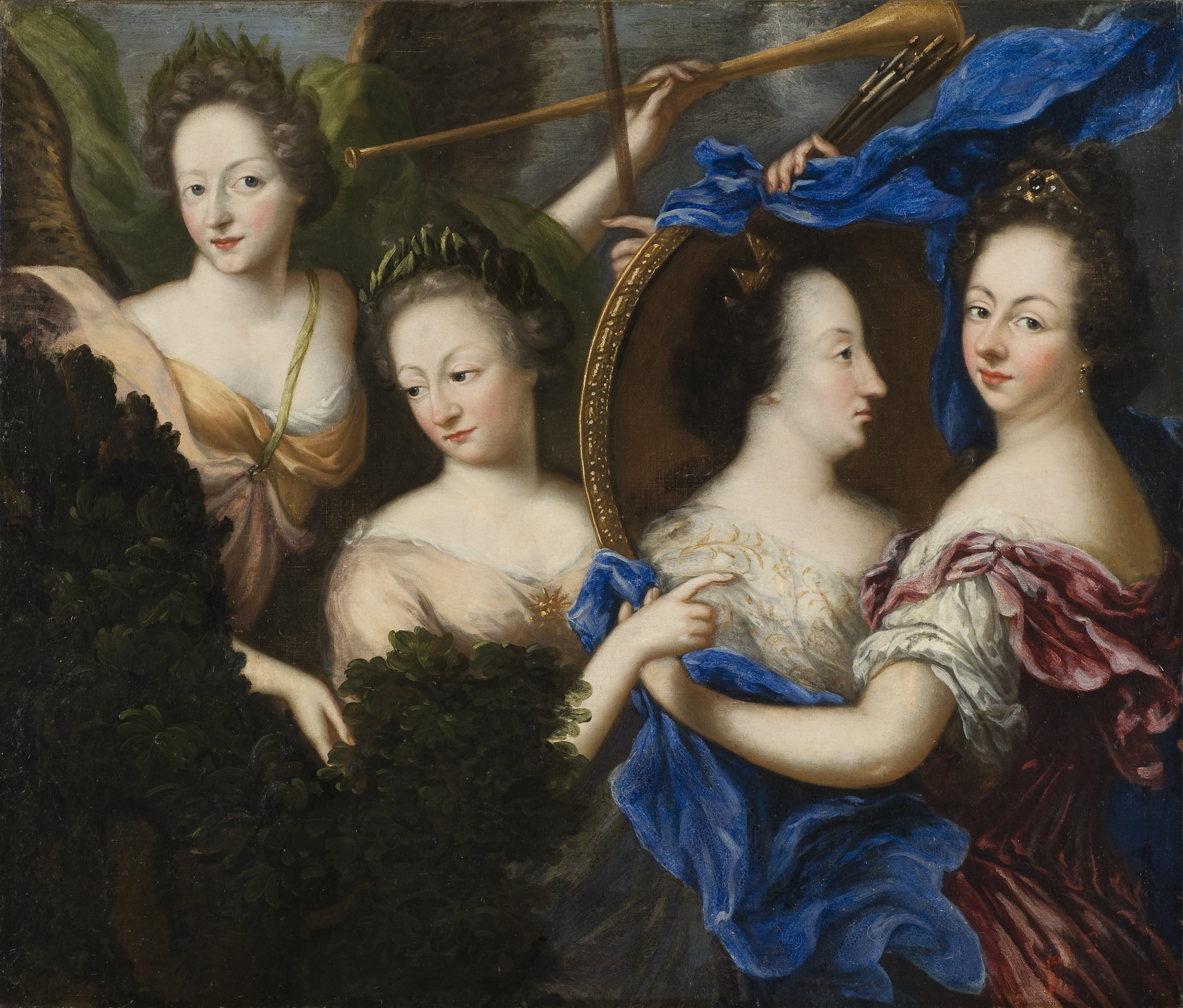
Alegoria com Autorretrato